# Peronospora
Peronospora je bolezen, ki napada predstavnike družine Vitiaceae (vinikovke), povzroča pa jo gliva Plasmopara viticola. V Evropi so bolezen prvič zasledili okoli leta 1800, od takrat se je hitro razširila po vseh vinorodnih deželah. Na Slovenskem so jo prvič opazili po letu 1880. Trosi glive prezimijo v zgornjih plasteh zemlje. Spomladi gliva napada vse zelene dele rastlin, listje, poganjke, vitice, cvetove, pa tudi jagode.
Peronospora je poleg oidija ena najpogostejših bolezni vinske trte (Vitis vinifera). Bolezen se v začetni fazi pokaže kot oljni madež na listih, ki ob povišani zračni vlagi preide v drugo fazo, ki se kaže kot plesniva prevleka na spodnji strani listov. To povzroči odmiranje in odpadanje listja in je glavni vir širjenja bolezni na ostale dele trte.
Pri pojavu »zgodnje peronospore« postanejo rastni vršički zaradi napada glive sprva prevlečeni s plesnivo prevleko, nato pa porjavijo in se posušijo. Podobni znaki se pojavijo na poganjkih, viticah in listnih pecljih. Gliva napada grozdje do pojava oprha, ki zapre pore v povrhnjici jagod, s čimer prepreči dostop glive v notranjost. Še vedno pa s tem grozdje ni dokončno zaščiteno, saj lahko ta oblika bolezni prodre v jagode preko pecljev. Napadene jagode zaradi delovanja glive porjavijo in odpadejo. Ob močnem napadu se lahko posušijo deli grozda ali celo celi grozdi.
Pozno v jeseni se lahko bolezen zopet pojavi, vendar ta tako imenovana »pozna peronospora« zaradi nizkih temperatur in s tem manjše možnosti hitrega razvoja bolezni ni več tako nevarna.
Bolezen je najnevarnejša, kadar napade cvetove vinske trte, ki se po okužbi posušijo in odpadejo. Ob takem napadu lahko vinogradnik izgubi večino pridelka, še preden se razvijejo grozdi.
Proti peronospori se uporabljajo sredstva na osnovi bakra (modra galica) in razni organski fungicidi.